# Esperanza (Cerro Largo)
Pour les articles homonymes, voir Esperanza.
Ne doit pas être confondu avec Esperanza (Paysandú).
Esperanza est une ville de l'Uruguay située dans le département de Cerro Largo. Sa population est de 27 habitants.

## Géographie
Esperanza est située dans le secteur 9.

## Population
| Année | Population |
| ----- | ---------- |
| 1963  | 83         |
| 1975  | 53         |
| 1985  | 44         |
| 1996  | 30         |
| 2004  | 27         |

,